# Ладыгино (Лукояновский район)
Ладыгино — деревня в Лукояновском районе Нижегородской области России. Входит в состав Большеарского сельсовета.

## География
Деревня находится в юго-восточной части Нижегородской области, в зоне хвойно-широколиственных лесов, на левом берегу реки Ежати, к югу от автодороги 22К-0076, на расстоянии приблизительно 13 километров (по прямой) к востоку-юго-востоку (ESE) от города Лукоянова, административного центра района. Абсолютная высота — 158 метров над уровнем моря.
Климат
Климат характеризуется как умеренно континентальный, с тёплым летом и холодной многоснежной зимой. Среднегодовая температура — 3,6 °C. Средняя температура воздуха самого тёплого месяца (июля) — 19,2 °C (абсолютный максимум — 39 °C); самого холодного (января) — −12,1 °C (абсолютный минимум — −44 °C). Безморозный период длится в среднем 210 дней. Среднегодовое количество атмосферных осадков составляет около 544 мм, из которых 372 мм выпадает в период с апреля по октябрь.
Часовой пояс
Деревня Ладыгино, как и вся Нижегородская область, находится в часовой зоне МСК (московское время). Смещение применяемого времени относительно UTC составляет +3:00.

## Население
| 2002 | 2010 |
| ---- | ---- |
| 30   | ↘10  |

Национальный состав
Согласно результатам переписи 2002 года, в национальной структуре населения русские составляли 93 % из 30 чел.